# Chet Atkins
Chester Burton Atkins, conhecido como Chet Atkins, (Luttrell, Tennessee, 20 de junho de 1924 - Nashville, 30 de junho de 2001) foi um guitarrista e um produtor musical americano. É conhecido por ter desenvolvido um estilo complexo de tocar conhecido como thumbpicking ou fingerpicking, inspirado principalmente por Merle Travis, em que tocava a melodia, o ritmo, e o baixo simultaneamente.
Seu trabalho influenciou guitarristas famosos como Mark Knopfler, George Harrison, Earl Klugh, Lenny Breau, Tommy Emmanuel e vários outros. Como produtor, produziu álbuns de vários artistas, entre eles, Eddy Arnold, Don Gibson, Jim Reeves e Elvis Presley.  
Foi considerado o 21º melhor guitarrista de todos os tempos pela revista norte-americana Rolling Stone.